# La Carpa (grupo literario)
La Carpa fue una asociación de escritores y artistas del Noroeste argentino surgida en Tucumán en 1944. Entre sus actividades fundamentales se destacaron la escritura de obras poéticas y el trabajo editorial. Sus figuras centrales fueron Raúl Galán, Manuel J. Castilla, José Fernández Molina, María Elvira Juárez, Nicandro Pereyra, Sara San Martin, Raúl Aráoz Anzoátegui, Julio Ardiles Gray y María Adela Agudo.

## Antecedentes
Desde finales del siglo XIX, a partir del crecimiento de la industria azucarera, Tucumán se convirtió en un importante polo económico que captó la inmigración de población aledaña a la provincia. Este hecho provocó un impulso en el aumento demográfico y el desarrollo urbanístico. 
En ese contexto, a comienzos del nuevo siglo, se fundó la primera Universidad del Norte de la Argentina. En 1937, la Universidad Nacional de Tucumán creó el Departamento de Filosofía y Letras, pronto convertido en Facultad, que contó con un notable conjunto de jóvenes profesores llegados de diversos puntos del país o exiliados de Europa. Entre los académicos cabe mencionar a Manuel García Morente, Marcos A. Morínigo, Enrique Anderson Imbert, Aníbal Sánchez Reulet, Eugenio Pucciarelli, Silvio y Risieri Frondizi y Roger Labrousse. Este grupo de profesores carecía de un excesivo apego de las figuras ya consagradas en la región, por lo que se encargó de dinamizar la vida intelectual local introduciendo nuevas ideas y lecturas.
Durante la década de 1940 se produjo una proliferación de revistas literarias que desarrollaron un ambiente artístico e intelectual muy característico en la provincia. En esa línea, bajo la iniciativa de Marcos A. Morínigo, surge Cántico (1940). Fue la primera revista excluyentemente literaria que apareció en Tucumán, encargada de fomentar la poesía joven del interior del país. Pero Cántico no sería la única; un año después aparecieron Ritmo (1941-1942), dirigida por Tomás García Giménez, y El mar y la pirámide (1941), conducida por Nora Bohorques y Eduardo Joubin Colombres. Esta última estuvo auspiciada por el Ateneo de estudiantes de Filosofía y Letras. En 1942 apareció la revista Perseverar (1942-1943), dirigida por Humberto Aguilar y Norte Argentino, dirigida por Juan B. Terán (h.). El diario La Unión, dirigido por Julio Prebisch, también se encargó de estimular el contacto entre algunos de los nuevos poetas. Por último, debe mencionarse al periódico literario Tuco (1943), dirigido por Nicandro Pereyra, que ya contaba con la participación de algunos de los futuros integrantes de “La Carpa” como María Adela Agudo y María Elvira Juárez.
Otro antecedente de “La Carpa” debe buscarse en el teatro de títeres que, a inicios de la década de 1940, contó con el impulso del artista brasileño Ben Ami Voloj y de Alberto Burnichón. Una influencia directa que no solo dio nombre al grupo, sino que además estimuló la escritura de piezas teatrales para títeres como “Bambolebí” de Raúl Galán. 
Las charlas amistosas, las lecturas en común, los lazos entretejidos a través del ámbito universitario, las revistas y periódicos y las funciones de títeres cristalizaron en un ambiente literario capaz de influenciar a un grupo de jóvenes escritores con aspiraciones coherentes y un carácter acusadamente regional.

## Conformación y actividades de “La Carpa”
Durante los primeros años de la década de 1940, un grupo de escritores provenientes de diferentes provincias del norte argentino sentaron residencia en Tucumán y establecieron lazos de amistad, compromiso literario y una misma sensibilidad regional.
El grupo, que pronto pasó a llamarse “La Carpa”, estaba conformado por el jujeño Raúl Galán (1913-1963), los tucumanos Julio Ardiles Gray (1922-2009) y María Elvira Juárez (1917-2009); Nicandro Pereyra (1914-2001) y Sara San Martín (1921-2001), que vivían entonces en Tucumán; la santiagueña María Adela Agudo (1912-1952) y tres figuras de Salta: Raúl Aráoz Anzoátegui (1923), Manuel J. Castilla (1918-1980) y José Fernández Molina (1921-2004). 

María Elvira Juárez recordaba esas reuniones en casa de alguno de ellos como encuentros espontáneos en los que leían sus producciones y las discutían. La unión del grupo se basaba en la amistad y la solidaridad. Nicandro Pereyra definió a “La Carpa” como una “rueda de amigos”, una “calurosa empresa que consistía en un cuaderno y un boletín literarios”. Al evocar esa época afirmó: 
“Nunca olvidaremos las caminatas, los paseos a la luz lunar, el cerro, las plazas, las calles escondidas de los ejidos, los naranjales de la Facultad de Filosofía y Letras. Ni los vivaques en cualquier lugar y hora para leer, recitar, discutir problemas literarios, y de otra índole también”.
Si para algunos integrantes el factor de cohesión estaba dado por un impulso renovador de la poesía local, para otros, como el Nicandro Pereyra la cohesión estaba dada por la dimensión política y ética de “La Carpa”. Según Pereyra, todos los miembros del grupo se consideraban antiperonistas y mantenían vínculos con ciertos sectores de la izquierda como los comunistas y los anarquistas.
Además de las funciones de títeres, “La Carpa” realizó otras actividades de extensión como la organización de recitales de poesía y conciertos. Sin embargo, la labor más importante del grupo fue la editorial. Publicaron en total cuatro libros: Tiempo deseado (1944) de Ardiles Gray, Horacio Ponce (1944) de Juan H. Figueroa, la Muestra colectiva de poemas (1944) de Agudo y otros, y el ensayo La reforma religiosa y la formación de la conciencia moderna (1944) de Lázaro Barbieri. Se trata de libros no muy extensos que se caracterizan por ser numerados de modo consecutivo y por estar acompañados de boletines noticiosos. Los boletines, presentados como una “Publicación bimestral” titulada La Carpa, contienen artículos, comentarios, reseñas, ilustraciones y noticias de las actividades emprendidas por los integrantes. 
De entre las publicaciones se destaca el volumen titulado Muestra colectiva de poemas (1944) que dio a conocer los primeros trabajos de estos jóvenes escritores. Dicha Muestra constituyó la principal manifestación pública del grupo. La emergencia de “La Carpa” proyectó un clima de profunda novedad artística en el ámbito regional convirtiéndose en un referente principal de la poesía del Noroeste del país. En estos encuentros tomaron forma principios y valores determinados que influyeron en mayor y menor medida en la producción poética tanto de los integrantes del grupo como de generaciones posteriores. 
Bajo la creencia de que la poesía tiene tres dimensiones: “Belleza, Afirmación y Vaticinio”, el grupo apostaba a una poesía atenta de la naturaleza y de los sujetos que la habitan y la defensa de la identidad regional, sin caer en el regionalismo ornamental. 

## La Muestra Colectiva de Poemas de 1944
En 1944, “La Carpa” publicó la Muestra colectiva de Poemas. El volumen se encuentra dividido en nueve partes en el que cada una corresponde a una selección de poemas que llevan la firma de Julio Ardiles Gray, Manuel J. Castilla, José Fernández Molina, Raúl Galán, María Elvira Juárez, Nicandro Pereyra y Sara San Martín.
El prólogo de dicha edición, firmado por Raúl Galán, puede interpretarse como un Manifiesto Poético del grupo. Martínez Zuccardi define dicho prólogo como un “discurso metapoético” en el que el grupo se “inventa” a sí mismo, elaborando y difundiendo una posición de carácter colectivo que evidencia una conciencia sobre la poesía y sobre la responsabilidad del poeta. El prólogo intenta apartarse del pasado y adelanta una propuesta de cambio. En tal sentido, delimita con nitidez una posición y un lugar propio a partir de la estrategia de la separación y la diferenciación. Otro aspecto que se deduce del prólogo es la conciencia de grupo en la medida en que termina de delimitar y consolidar el “nosotros” de “La Carpa”. 
El prólogo se inicia con un con epígrafe que corresponde a una cita tomada de la declaración de principios del primer boletín.
Siguiendo a Martínez Zuccardi, podemos dividir el cuerpo del prólogo en seis partes diferenciadas gráficamente por espacios en blanco. La primera parte establece las concepciones del grupo en torno a la poesía y a la responsabilidad del poeta. En ese sentido, los primeros párrafos expresan las dos direcciones que, para “La Carpa”, comprende la poesía: la tierra y el hombre. La responsabilidad del poeta es precisamente atender ambas: "la resonancia del paisaje" y los "clamores del ser humano". Tales aspiraciones hacen de la poesía de “La Carpa” una poesía con voluntad de universalismo, aunque parta de la urgencia del paisaje regional del Noroeste argentino. La tensión regionalismo-universalismo constituye para estos escritores el núcleo de su poesía.
Por otra parte, la poesía tiene una misión que cumplir en un mundo en crisis: constituye un arma de lucha contra el autoritarismo, las desigualdades y la guerra. Tales palabras ponen de manifiesto además los ideales del grupo, cuya sensibilidad aparece muy ligada a la aspiración de libertad, justicia y paz. Al pensar, en ese contexto, a la poesía como un arma de lucha, se declara asumir un compromiso político, que no se piensa reducido, sin embargo, a mero “arte de combate”. Los vocablos “crisis” y “lucha” aparecen reiterados con insistencia, donde se expresa, de modo resuelto, la voluntad de que la poesía asuma la lucha y la crisis que vive el hombre. Esa resuelta asunción de la lucha y de la crisis puede ser leída como una asunción de una época cercada por los desastres de la guerra y el autoritarismo reinante a nivel global.
La segunda parte del prólogo propone la manifestación de una conciencia regional. Los autores se definen por su pertenencia al Norte argentino y proclaman su amor por ese sector del país.  Parecen ver además en esa pertenencia regional un valor para la práctica poética, pero sólo en la medida en que ella es conjugada con un afán de universalidad. Ahora bien, la pertenencia a la región es distinguida con insistencia del regionalismo, percibido como una deformación de esa pertenencia.
Este afán regionalista se relaciona además con la voluntad expresa del grupo de diferenciarse de los "falsos folkloristas" quienes "toman de la tierra lo que tiene de más superficial y anecdótico". Es decir, la inclusión de giros regionalistas, de términos aborígenes, de la figura del indio como "elemento decorativo", con la mirada eurocentrista de "lo exótico", nada tienen que ver con la verdadera poesía regional que ellos proponen. Desde su lugar de origen -el Noroeste argentino- se erigen como portavoces de un "mensaje regionalista", con el cual se identifica el hombre en su necesidad metafísica de indagación de la razón de su vida. 
En la tercera, cuarta y quinta parte del prólogo se intenta una caracterización general de la poesía de la Muestra. No se define una posición estética; sólo se destaca, además de la libre elección de formas, la mirada a lo íntimo y al mismo tiempo a lo exterior. En cuanto a la relación con el surrealismo, reconocen el legado de la “pretensión de transmitir directamente las más hondas vibraciones” y la ruptura de los límites impuestos por la razón. Sin embargo, cuestionan la “desintegración de la conciencia poética” a la que en ocasiones condujo el movimiento surrealista. El prólogo manifiesta la intención de ir más allá en los intentos de fusión de poesía y vida. Tal anhelo de “vivir la poesía” implica asumir la poesía de modo integral, como un verdadero modo de vida. En otras palabras, significa vivir de acuerdo con los ideales estéticos y políticos de la poesía (belleza, libertad, justicia, paz) expresados al comienzo del prólogo y en parte reiterados al final.
El prólogo concluye con la exposición de datos acerca de los autores de la Muestra y de la obra difundida hasta el momento. El gesto de destacar el carácter novel y en parte inédito de los autores puede ser leído como una apuesta por una poesía joven y nueva. 

## Disolución
Pasado el fervor inicial, comenzó una paulatina dispersión de los miembros del grupo que debilitó la asociación. Pese a esto, “La Carpa” continuó funcionando como sello editorial hasta 1952. 
Raúl Aráoz Anzoátegui, en una entrevista realizada para La Gaceta, planteó que, entre los motivos fundamentales de la disolución del grupo, se encontraba la diáspora ocurrida prontamente. En efecto, algunos de los integrantes decidieron abandonar Tucumán para trasladarse a otros puntos del país. Si bien los contactos continuaron por algunos años más, estos se hicieron menos frecuentes. La lejanía actuó como un acelerador de la descomposición, hecho que además influyó en cambios de rumbo en cuanto al quehacer poético y las preocupaciones estéticas de sus integrantes. Raúl Aráoz Anzoátegui y Nicanor Pereyra se instalaron en Buenos Aires. María Elvira Juárez viajó a Córdoba. A su vez, Raúl Galán también abandonó Tucumán tiempo después.
Posteriormente, la muerte de María Adela Agudo en 1952 coincidió con las polémicas desatadas entre Nicandro Pereyra y Raúl Galán, hechos que terminaron por sepultar al grupo. El enfrentamiento entre Galán y Pereyra puede ser dimensionado de modo más cabal si se tiene en cuenta el distanciamiento que entonces los separaba a raíz de las diferentes actitudes adoptadas en relación con el peronismo. Todos eran, al menos en el comienzo, decididamente contrarios al peronismo, y tal oposición constituía una postura política e ideológica común al grupo. Sin embargo, Galán aceptó luego cargos oficiales durante el gobierno peronista, por lo que algunos de sus compañeros, sobre todo Pereyra, decidió alejarse de él, provocando la escisión de los pocos miembros que aún permanecían en el grupo.   